# Колорадо (линеен кораб, 1921)
Колорадо (на английски: USS Colorado (BB-45)) е линеен кораб на САЩ. Главен кораб на едноименния тип кораби, които стават последните супердредноути на ВМС на САЩ, построени в хода на Първата световна война до сключването на Вашингтонския морски договор от 1922 г. Става първият линкор на ВМС на САЩ, който в качеството на главен калибър използва 406 мм морски оръдия 16"/45 Mark 1.

## История на строителството
Построяването на новия линеен кораб „Колорадо“ (ВВ-45) е одобрено на 29 август 1916 г. от конгреса на САЩ. Поръчката за построяване получава корабостроителницата „Ню Йорк Шипбилдинг Къмпани“ в град Камдън. Залагането на кораба е на 19 май 1919 г. На 22 март 1921 г. е тържественото спускане на вода на новия кораб. Повече от две години той е дострояван на вода.

## История на службата

### Междувоенен период
Линкорът „Колорадо“ е приет в състава на ВМС на САЩ на 30 август 1923 г.
Кептън (капитан 1 ранг) Реджиналд Роуен Белкнап е назначен за командир на новия линкор.
От 29 декември 1923 г. до 15 февруари 1924 г. „Колорадо“ извършва плаване през Атлантическия океан към Европа, посещавайки Портсмът (Англия), Шербур и Вилфранш (Франция), Неапол (Италия). С връщането си в Ню Йорк преминава изпитания в Атлантика. Пресича Панамския канал и носи служба при западното крайбрежие на САЩ.
На 15 септември линкорът пристига в Сан Франциско.
От 1924 до 1941 г. „Колорадо“ влиза в състава на флота в Тихия океан. Участва в ученията на флота и се занимава с бойна подготовка.
От 8 юни до 26 септември 1925 г. извършва поход по Тихия океан с цел демонстрация на военноморския флаг. Посещава Полинезия, Самоа, Австралия и Нова Зеландия.
През март 1927 г. участва в съвместни с армията учения в Карибско море.
През 1928 г. корабът преминава текущ ремонт, в резултат на което 8×76 мм зенитки са заменени с осем 127 мм оръдия.
През май 1928 г. „Колорадо“ извършва плаване към Хавайските острови.
На 3 юни 1930 г. „Колорадо“ извършва поход към Колон, по пътя на линкора избухва пожар, който е ликвидиран след наводняването на отсеци в централния артилерийски пост.
След инцидента „Колорадо“ преминава ремонт в Ню Йорк, в корабостроителница в Бруклин.
През 1933 г. оказва помощ в ликвидацията на последствията от земетресението в Лонг Бийч, Калифорния.
През 1930-е години линкорът многократно участва в съвместни маневри на Атлантическия и тихоокеанския флотове на САЩ.
През юли 1937 г. участва в издирването на изчезналия самолет на Амелия Ерхарт. Издирванията завършват безрезултатно.

### Втора световна война
Когато САЩ влизат във Втората световна война линкорът се намира в Бремертъне в корабостроителницата Пюджет Саунд. На 31 март 1942 г. на линкора „Колорадо“ е завършен основния ремонт, който започва през юни 1941 г. Под командването на Елмър Л. Уудсайд „Колорадо“ провежда интензивна бойна подготовка и военни игри при Западния бряг на САЩ. На 31 май 1942 г. „Колорадо“ патрулира на 650 мили западно от Сан Франциско, Калифорния, САЩ.
На 1 август 1942 г. отплава за Пърл Харбър където пристига на 14 август. Там „Колорадо“ пристъпва към бойно патрулиране. След това, от 8 ноември 1942 г. до 7 септември 1943 г., линкорът действа в района на островите Фиджи и Нови Хебриди, за да предотврати последваща японска експанзия.
На 7 септември 1943 г. се връща в Пърл Харбър. Командването над линкора приема кептън Уилям Гранат. В края на септември се насочва към атола Тарава, за да осигурява огнева поддръжка на войските на нахлуването. „Колорадо“ заедно с ТК USS Portland (CA-33) („Портланд“) и 2 разрушителя влиза в групата за огнева поддръжка. На 20 ноември бомбардира атола от оръдията на ГК. След изпълняването на бойното задание, на 7 декември 1943 г., се връща в порта.
На 21 януари 1944 г. отплава за Маршаловите острови, за бомбардировки и огнева поддръжка на силите на десанта на атолите Куаджалин и Ениветок. Линкорът бомбардира бреговите укрепления на противника при местата на десантите и поддържа настъпващите войски. На 4 февруари Куаджалин е очистен от японците, а на 23 февруари е превзет Ениветок. На 13 март линкорът се връща в САЩ, където в „Пюджет Саунд“ преминава ремонт.
В Сан Франциско линкорът „Колорадо“ се съединява с други кораби на флота и се насочва за Марианските острови. От 14 юни линкорът започва обстрел на острова Сайпан. Бомбардировката на острова продължава до средата на юли. На 24 юли 1944 г., по време на обстрела над остров Тиниан, линкорът получава 22 снаряда от бреговите батари, но продължава да поддържа своите войски до 3 август. На линкора загиват 43 души, 97 са ранены. На 21 август линкорът пристига в Бремъртън в корабостроителницата „Пюджет Саунд“ за провеждането на ремонт. След ремонта на западното крайбрежие, на 9 октомври, започва преход към Сан Педро.
На 20 ноември 1944 г. за сухопътна поддръжка „Колорадо“ пристига в залива Лейте. Сутринта на 27 ноември два самолета „камикадзе“ атакуват линкора „Колорадо“ нанасяйки му значителни щети, загиват 19 члена на екипажа, още 72 са ранени. На 29 число линкорът, в съпровождение на крайцери и разрушители, се насочва към атола Манус. От 12 до 17 декември 1944 г. „Колорадо“ бомбардира укрепленията на японците на остров Миндоро. След което се насочва към остров Манус за ремонт.
От 2 януари 1945 г., в състава на групата на вицеадмирал Олдендорф, участва в бомбардировката на залива Лингайен, поддържа десанта на остров Лусон. На 9 януари линкорът получава щети от „приятелски огън“. 127-мм снаряд уцелва ходовия мостик убивайки 18 и ранявайки 51 члена на екипажа. На 14 февруари се насочва към Улити за попълване на запасите.
Линкорът взема активно участие в Битката за Окинава.
От 21 март до 22 май „Колорадо“ води обстрел над острова. Всичко подсигурявайки нахлуването на Окинава той изстрелва 2061 406-мм и 6650 127-мм снаряда. След което се връща в залива Лейте. Връща се на Окинава на 3 август, след това отплава за окупацията на Япония.
На 27 август линкорът влиза в японски вътрешни води и пуска котва в Токийския залив.

### Край на службата
На 20 септември отплава от Япония и се връща в Пърл Харбър. Извършва три рейса от хавайския Пърл Харбър за САЩ превозвайки 6357 военнослужещи.
От януари 1946 г. до 7 януари 1947 г. във военната корабостроителница в Бремертън се провежда консервацията на линкора, след което „Колорадо“ е изваден в резерва. ПОвече от десетилетие линкорът „Колорадо“ престоява в резерва, до окончателното си снемане от въоръжение, като остарял кораб, през 1959 г.
„Колорадо“ е изключен от действащия флот на 1 март 1959 г. Продаден е за скрап на 23 юли 1959 г.

### Награди
- Медал за служба, през септември 1945 г., на окупираните японски острови.

По време на Втората световна война, за службата си на Тихоокеанския театър на бойните действия, линкорът получава седем бойни звезди.
- 1. От 29 януари до 8 февруари 1944 г. – Взема участие в превземането на атолите Куаджалин и Майдзуро
- 2. От 10 юли до 15 август 1944 г. – участва в превземането на островите Сайпан и Гуам;
- 3. От 24 юли до 1 август 1944 г. – операция по превземането на остров Тиниан
- 4. 9 октомври 1944 г. – бомбардира остров Маркус
- 5. От 10 октомври до 29 ноември 1944 г. поддръжка на десанта в залива Лейте
- 6. От 4 до 18 януари 1945 г. участва в превземането на остров Лусон.
- 7. От 24 март до 30 юни 1945 г. поддържа десанта на остров Окинава

## Памет
Корабните камбани на линкора „Колорадо“ понастоящем се експонират в Центъра „Мемориал“.
През 1959 г. пет 130 мм оръдия от „Колорадо“ са подарени на морското историческо Общество, днес едно от тях се експонира в „Музей на Историята и Промишлеността“ в Сиатъл.
Пет 130 мм оръдия на линкора са поставени на бронепалубния крайцер „USS Олимпия“, който се намира на вечна пристан във Филаделфия от 1957 г.

## Интересни факти
„Кръстница“ на линкора става мисис Макс Мелвил – дъщерята на сенатора Никълсън от щата Колорадо.